# Vápenný vrch (Frýdlantská pahorkatina)
Vápenný vrch (423,5 m n. m.) je vrchol Raspenavské pahorkatiny, podcelku Frýdlantské pahorkatiny ve Frýdlantském výběžku na severu České republiky. Nachází se jižně od města Raspenava ve vzdálenosti jednoho kilometru.

## Popis
Vrch je tvořen rulou a chlorit-muskovitickým svorem. Během starších čtvrtohor jej ve dvou obdobích zasáhl pevninský ledovec. Současně je vrch významnou mineralogickou lokalitou. V několika kamenolomech se zde těžil vápenec a dolomit, ale tyto lomy jsou již – kromě Wildnerova – opuštěny. Ve Wildnerově lomu se nachází malá Hliněná jeskyně, která byla objevena až roku 1990.
Vápenný vrch je zalesněn smrkovými a bukovými porosty.